# Susotázs
A Susotázs (nemzetközi angol címén: Chuchotage) Tóth Barnabás 2018-as színes kisjátékfilmje. Az alkotást beválogatták a 2019-es Oscar-díj legjobb élőszereplős rövidfilm kategóriájának 10 kisfilmet tartalmazó rövidlistájára.

## A cselekmény
A két magyar szinkrontolmács napja úgy indul a prágai nemzetközi hűtőgépgyártó konferencián, mint bármelyik másik munkanap. Próbálják kitalálni, ki is lehet az az egyetlen személy, aki az ő csatornájukat hallgatja, majd igyekeznek felhívni magukra a számításba jöhető csinos nő figyelmét. Az események azonban több, nem várt fordulatot vesznek.

## Szereplők
- Göttinger Pál – Pál
- Takács Géza – András
- Osvárt Andrea – olasz hölgy
- Szirmai Márton – technikus
- Boldoghy Borbála – szervező
- Valiszka László – Mr. Kovács
- Paolo Falcioni – előadó úr
- Korrina Hegarty – előadó hölgy

## Technikai adatok
- Hossza: 16 perc
- Kép: színes, HD digitális
- Képformátum: 16:9

## Stáblista
A film végefőcím stáblistáján az alábbi személyek szerepelnek:
- írta és rendezte: Tóth Barnabás
- producer: Tóth Lajos, Kuczkó Andrea, Rajna Gábor
- koproducer: Sipos Gábor, Stalter Judit
- gyártásvezető: Pajor Dóra
- fényképezte: Másik Szőke András
- vágó: Hegedűs Gyula László
- hangmérnök: Zándoki Bálint
- zeneszerző: Pirisi László
- utómunka:, colorist Gaál László
- rendező munkatársa: Lisztes Linda
- rendezőasszisztens: Herbály Kriszta
- felvételvezető: Karádi Brigitta
- pénzügyi vezető: Csontos Sarolta
- másodasszisztens: Boros O. István
- stylist: Kazal Viktória
- mikrofonos: Koch Simon, Terner Péter
- berendezó-kellékes: Antal Gábor
- smink: Kund Barbara
- fodrász: Nyoszoli Kinga
- mink és fodrász asszisztens: Huszár Kata
- B kamera operatőr: Szőnyi István
- focus puller A kamera: Bakos Tamás
- focus puller B kamera: Benkő Marcell
- segédoperatőr: Forintos Tamás
- DIT: Blaha Tamás
- werk: Tóth Zoltán
- fővilágosító: Korcz Imre
- világosító: Lőrincz István, Kiss László
- látványtechnika: Pataki Zoltán
- technika ügyelet: Kertész Sándor, Turgyán Gábor
- vetítéstechnika: Fazekas József
- technikus: Csákvári Csaba
- Mövi technikus: Molnár Tamás
- fordító: Székely Ágnes, Bozsik Gyöngyvér
- casting ügynökség: Zoom Casting
- casting ügynök: Nemesházi Beatrix

## A film
A film címe a francia chuchotage [ʃy.ʃɔ.taʒ] szóból származik, részben magyar hangzás szerint kiejtve, jelentése: suttogás, sugdolódzás. Szakszóként a kísérőtolmácsolásra, suttogó szinkrontolmácsolásra használják, amikor a tolmács a kevés számú megbízó mellett vagy mögött helyezkedik el, és technika nélkül, folyamatosan súgja fülükbe a forrásnyelven elhangzó előadást.
A film Magyarországon 2018. április 4-én a Friss Hús Budapest Nemzetközi Rövidfilmfesztiválon mutatkozott be, majd több rangos európai és amerikai filmfesztiválra beválogatták, többek között a Manhattan Rövidfilmfesztiválra, amely utazó fesztiválnak köszönhetően Los Angelesben is vetítették, így jelölhetővé vált az Oscar-díjra.

## Fontosabb elismerések, díjak
- Rhode Island Nemzetközi Filmfesztivál – legjobb rövid filmvígjáték (2018)
- Manhattan Rövidfilmfesztivál – „Ezüst Medál” a legjobb filmnek (2018)
- Kinofil Manchesteri Nemzetközi Rövidfilmfesztivál – legjobb rövid filmvígjáték (2018)
- Innsbrucki Természettudományi Filmfesztivál – legjobb film (2018)
- Hickory Footcandle Filmfesztivál – legjobb rövidfilm (2018)
- High Wycombe Fisheye Filmfesztivál (2018)
  - legjobb rövidfilm
  - legjobb színész Göttinger Pál
  - legjobb vágó Hegedűs Gyula
  - legjobb haj és smink
  - legjobb látványtervező
  - legjobb forgatókönyv
- Marosvásárhely AlterNative – fődíj (2018)
- Szentpétervári Orosz Indie Filmfesztivál – legjobb színész Göttinger Pál (2018)
- Hét Domb Filmfesztivál – legjobb kis-játékfilm[7]